# Chris Voss
Christopher „Chris“ Voss (* 28. listopadu 1957 Mt. Pleasant) je americký obchodník a akademik. Je bývalým vyjednavačem FBI, ředitelem a zakladatelem vzdělávací a poradenské společnosti The Black Swan a spoluautor knihy Nikdy nedělej kompromis (Never Split the Difference). Je profesorem na Harvardově a Georgetownské univerzita a přednáší na Univerzitě Jižní Kalifornie.

## Osobní život a vzdělání
Narodil se v Mt. Pleasant v Iowě. Získal bakalářský titul na Iowské státní univerzitě a magisterský titul ve veřejné správě na Harvardově univerzitě v Cambridge v Massachusetts.

## Profesní život
Chris Voss byl od roku 1986 do roku 2000 členem protiteroristické jednotky v New Yorku. Byl součástí vyšetřovacího týmu teroristického útoku na Světové obchodní centru v roce 1993 a pomáhal také s vyšetřováním havárie letu TWA 800, ke které došlo 17. července 1996.
V roce 1992 absolvoval výcvik vyjednávání FBI (vyjednávání s únosci rukojmích). Dvě desítky let pracoval pro CNU (FBI Crisis Negotiation Unit). V letech 2003 až 2007 byl hlavním mezinárodním vyjednávačem FBI pro vyjednávání s únosci rukojmích.
V roce 2006 byl hlavním vyjednavačem po únosu americké novinářky Jill Carrollové v Iráku a unesených reportérů Steve Centanniho a Olafa Wiiga v pásmu Gazy. Chris Voss se účastnil také vyjednávání o rukojmí na Filipínách, v Kolumbii a na Haiti.
Po více než 150 mezinárodních případech vyjednávání s únosci rukojmích odešel Chris Voss v roce 2007 z FBI a založil společnost The Black Swan Group a začal přednášet na univerzitách.
V roce 2016 Chriss Voss ve spolupráci s novinářem a spisovatelem Tahl Razem stal spoluautorem knihy Nikdy nedělej kompromis aneb Vyjednávej tak, jako by ti šlo o život (angl. Never Split the Difference: Negotiating As If Your Life Depended On It).

## Publikace
- VOSS, Chris. Nikdy nedělej kompromis. [s.l.]: [s.n.] ISBN 978-80-7555-002-6.